# The Videos 1989—2004
The Videos 1989—2004 — відеоальбом американського хеві-метал гурту Metallica, виданий на DVD у грудні 2006 року. До нього увійшли всі відеокліпи гурту з 1989 по 2004 рік. За перший тиждень продажу DVD було продано 28 000 копій. Меню DVD містить уривки з різних пісень гурту, зокрема «The Outlaw Torn» (Load), «My Friend of Misery» (Metallica), «Bleeding Me» (Load), «Carpe Diem Baby» (Reload) та «Prince Charming» (Reload).
Платівку видано лейблом Warner Bros. Records, хоча про це ніде не згадується, окрім упаковки та на етикетці самого диску. Авторські права на диск вказані в анотації та кінцевих титрах до нього компаніями Elektra Entertainment та E/M Ventures.

## Трек Лист
1. «One» — 7:41 —знято в Грудні 1988 року, прем'єра відбулася 22 Січня 1989 року
2. «Enter Sandman» — 5:28 — знято в Червні 1991 року, прем'єра відбулася 30 Липня 1991 року
3. «The Unforgiven» — 6:21 — знято в Вересні 1991 року, прем'єра відбулася 19 Листопада 1991 року
4. «Nothing Else Matters» — 6:24 — знято навесні 1991 року, прем'єра відбулася 25 Лютого 1992 року
5. «Wherever I May Roam» — 6:05 —Знято в Січні-Березні 1992 року, прем'єра відбулася 21 Травня 1992 року
6. «Sad but True» — 5:26 — знято в Січні 1992 року, прем'єра відбулася 5 Жовтня 1992 року
7. «Until It Sleeps» — 4:32 —знято в Травні 1996 року, прем'єра відбулася 23 Травня 1996 року
8. «Hero of the Day» — 4:30 — знято в Серпні 1996 року, прем'єра відбулася 21 Серпня 1996 року
9. «Mama Said» — 4:51 —знято в Листопаді 1996 року, прем'єра відбулася 1996 року
10. «King Nothing» — 5:26 — знято в Грудні 1996 року, прем'єра відбулася 7 Січня 1997 року
11. «The Memory Remains» — 4:37 — знято в Жовтні 1997 року, прем'єра вілбулася 4 Листопада 1997 року
12. «The Unforgiven II» — 6:33 — знято в Грудні 1997 року, прем'єра відбулася 20 Січня 1998 року
13. «Fuel» — 4:35 — знято в Травні 1998 року, прем'єра відбулася 14 Травня 1998 року
14. «Turn the Page» — 5:49 — знятий в Жовтні 1998 року, прем'єра відбулася 28 Жовтня 1998 року
15. «Whiskey in the Jar» — 4:43 —знято в Листопаді 1998 року, прем'єра відбулася 16 Березня 1999 року
16. «No Leaf Clover» — 5:33 — знято в Квітні 1999 року, прем'єра відбулася 8 Листопада 1999 року
17. «I Disappear» — 4:28 — знято в Квітні 2000 року, прем'єра відбулася 4 Травня 2000 року
18. «St. Anger» — 5:50 —знято в Травні 2003 року, прем'єра відбулася 27 Травня 2003 року
19. «Frantic» — 4:55 — знято в Липні 2003 року, прем'єра відбулася 15 Серпня 2003 року.
20. «The Unnamed Feeling» — 5:29 — знято в Жовтні 2003 року, прем'єра відбулася 3 Грудня 2003 року
21. «Some Kind of Monster» — 4:28 — знято в 2002-2003 роках, прем'єра відбулася 28 Червня 2004 року

### Бонусні Треки
- 2 of One — Вступ — 6:00 — знято в Березні 1989 року, прем'єра відбулася 6 червня 1989 року
- «One» (Jammin версія) — 5:27 —знято в Грудні 1988 року, прем'єра відбулася 30 січня 1989 року
- «The Unforgiven» (Театральна версія) — 11:29 — знято в Вересні 1991 року, прем'єра відбулася 19 листопада 1991 року
- Metallica: Some Kind of Monster — Трейлер — 2:27 — знято в 2002-2003 роках, прем'єра відбулася 2004 року

## Продукція
- Енді Ейрфікс (Саторі) —Дизайн упаковки
- Майкл Агель — Фото Гурту
- Зведений у The Document Room, Малібу, Каліфорнія
- Кевін Ширлі — Мікс об'ємного звучання
- Дрю Гріффітс — Інженер
- Джаред Квітка — Асистент Інженера
- Боб Людвіг(Gateway Mastering) — Мастер аудіозапису
- Тед Дженсен (Sterling Sound) — Майстер стеріо звуку
- Девід Мей — DVD-продюсер
- Шонн Коулінг — Асоційований продюсер DVD
- Раена Вінскотт — Асоційований продюсер DVD
- Тед Холл (POP Sound) — Мікшер постпродакшну
- Джейсон Талтон (POP Sound) — Асистент мікшера постпродакшну
- Шон Доннеллі — Дизайн меню DVD
- Джим Аткінс (Media Services Group) — Авторство DVD
- Q Prime Inc — Менеджмент

## Чарти
| Chart (2006)             | Peak position |
| ------------------------ | ------------- |
| Danish Music DVDs Chart  | 5             |
| Finnish Music DVDs Chart | 1             |
| German Albums Chart      | 34            |
| Greek Music DVDs Chart   | 1             |
| Italian Music DVDs Chart | 12            |
| Swedish Music DVDs Chart | 1             |
| Spanish Music DVDs Chart | 2             |

| Chart (2007)                        | Peak position |
| ----------------------------------- | ------------- |
| Australian Music DVDs Chart         | 1             |
| Austrian Music DVDs Chart           | 4             |
| Belgian (Flanders) Music DVDs Chart | 3             |
| Dutch Music DVDs Chart              | 16            |
| Irish Music DVDs Chart              | 2             |
| New Zealand Music DVDs Chart        | 1             |
| Norwegian Music DVDs Chart          | 2             |
| US Music Videos Chart               | 4             |